# جانلويجي سكالفيني
جانلويجي سكالفيني (بالإيطالية: Gianluigi Scalvini)‏ هو متسابق دراجات نارية إيطالي. نافس في سباقات بطولة العالم لفئة 250 سي سي ولفئة 125 سي سي ولفئة 50 سي سي. بدأ المنافسة في بطولة الجائزة الكبرى سنة 1993. أفضل موسم له كان موسم سنة 1999 عندما جاء في المركز السادس في بطولة العالم لفئة 125 سي سي.

## روابط خارجية
- جانلويجي سكالفيني على موقع MotoGP.com (الإنجليزية)
- جانلويجي سكالفيني على موقع WorldSBK.com (الإنجليزية)
- جانلويجي سكالفيني على موقع CONI honoured athlete website (الإيطالية)